# Besättelserna i Aix-en-Provence
Besättelserna i Aix-en-Provence var en häxprocess som ägde rum i Aix-en-Provence i Frankrike 1611. Processen hade sitt ursprung i påstådd besatthet hos nunnorna i ett kloster. Prästen Louis Gaufridi, som uppges ha haft sexuella förbindelser med nunnorna, anklagades och avrättades för att vara en trollkarl som hade orsakats den demoniska besattheten av nunnorna genom trolldom. De utgjorde ett precedensfall för de senare Besättelserna i Loudun. 